# Páskovec dvojzubý
Páskovec dvojzubý (Cordulegaster bidentata) je druh vážky z podřádu šídel. V celém Česku se vyskytuje vzácně. Je zapsaný v červeném seznamu ohrožených druhů bezobratlých jako druh zranitelný. Patří mezi největší české vážky.

## Popis
Zadeček páskovce má délku 50–63 mm. Tělo je černé s výraznými žlutými pruhy na hrudi. Oči se na temeni dotýkají v bodě. Trojúhelník, který tvoří oči za bodem jejich dotyku, je černý (páskovec kroužkovaný je zde žlutý). Křídla jsou čirá s rozpětím 90–110 mm. Nohy má celé černé. Na druhém a třetím článku zadečku má dva žluté pruhy, na ostatních článcích je jen jeden.
Nymfa je dlouhá až 44 mm. Na rozdíl od nymfy páskovce kroužkovaného nemá na 8 a 9 článku zadečku trny.

## Způsob života
Nymfy (larvy) žijí na písčitých nebo štěrkovitých dnech čistých tůněk na horských potůčcích. Zde se živí vodním hmyzem. Nymfa se vyvíjí velmi dlouho, od čtyř do pěti let. Dospělci létají od května do července. Dospělé vážky létají kolem horských potůčků, ale někdy zaletují i dál od vody, pak je lze potkat na lesních cestách, mýtinách apod.